# Dmytro Malyar
Dmytro Malyar es un deportista ucraniano que compitió en acuatlón. Ganó tres medallas en el Campeonato Europeo de Acuatlón entre los años 2014 y 2016.

## Palmarés internacional
| Campeonato Europeo | Campeonato Europeo     | Campeonato Europeo | Campeonato Europeo |
| Año                | Lugar                  | Medalla            | Prueba             |
| ------------------ | ---------------------- | ------------------ | ------------------ |
| 2014               | Colonia ( Alemania)    | Medalla de plata   | Individual         |
| 2015               | Colonia ( Alemania)    | Medalla de plata   | Individual         |
| 2016               | Châteauroux ( Francia) | Medalla de bronce  | Individual         |